# لومار
لومار، شهری در بخش مرکزی شهرستان سیروان در استان ایلام ایران است. این شهر، مرکز شهرستان سیروان می‌باشد. این شهر که در سال ۱۳۷۲ خورشیدی به‌صورت رسمی به درجه شهر ارتقا یافت، در نقشه جغرافیایی کشور، با مختصات تقریبی ۳۳°۳۴′۰۵″ شمالی و ۴۶°۴۸′۵۰″ شرقی مشخص شده و در ارتفاعی در حدود ۷۷۰ تا ۸۰۰ متر از سطح دریا واقع است.
در سال ۱۳۹۵خورشیدی جمعیت لومار حدود ۲٬۶۹۶ نفر در ۷۶۴ خانوار برآورد شده است؛ این شهر مرکز شهرستان سیروان است که در سال ۱۳۹۱ از شهرستان چرداول مستقل شد. همچنین، لومار دهستان لومار را نیز مدیریت می‌کند که جمعیت آن در همان سال نزدیک به ۱٬۵۸۴ نفر بوده است.
مردم شهرستان سیروان که لومار نیز جزیی از آن است، عمدتاً کرد هستند و به زبان کردی کلهری سخن می‌گویند. در کنار این، مذهب غالب در میان اهالی، اسلام شیعه اثناعشری است . 
شهر لومار، با وجود اهمیت اداری به عنوان مرکزیت شهرستان سیروان، با چالش‌ها و مشکلاتی در زمینه زیرساخت‌های شهری و رفاهی روبرو است.  با وجود استقرار فرمانداری و مرکزیت اداری، لومار برای رسیدن به جایگاه مطلوب یک مرکز شهرستان، نیازمند توجه ویژه در حوزه اعتبارات و توسعه زیربنایی است.
آغاز عملیات تعریض محور مواصلاتی کارزان به لومار به طول ۵ کیلومتر از جمله پروژه‌های مهم راهسازی در این منطقه است که با هدف اصلاح نقاط حادثه‌خیز و بهبود دسترسی‌ها اجرا می‌شود. همچنین، وعده‌هایی برای تخصیص اعتبار به قطعه دوم راه قاضی‌خان به لومار داده شده است.

## جغرافیا
جغرافیای منطقه پایکوهی است؛ رودخانه سیمره در فاصله‌ای کوتاه از شهر عبور می‌کند و کوه‌هایی چون لاره (در حدود ۳ کیلومتری شرق) و چرمی (حدود یک کیلومتری شمال) در حوالی شهر قرار دارند.
از لحاظ موقعیت راه‌ها، لومار در انتهای مسیری قرار دارد که از ایلام به سمت گیلانغرب و جنوب‌شرقی امتداد دارد. فاصله شهر تا مرکز استان (ایلام) حدود ۱۶۰ کیلومتر است.
لومار، در منطقه‌ای با ظرفیت‌های کشاورزی و دامداری واقع شده است. اقتصاد منطقه به کشاورزی آبی و دیم و محصولاتی چون برنج، گندم، جو و انواع صیفی‌جات وابسته است.
آب‌وهوا در لومار نیمه‌خشک و معتدل است؛ بیشترین دما در تابستان تا حدود ۳۷ درجه سانتی‌گراد و گاهی کمتر از منفی ۶ درجه در زمستان گزارش می‌شود. میانگین بارندگی سالانه نیز در حدود ۴۵۰ میلی‌متر است.
این شهر همچنین در گزارش‌های هواشناسی استان ایلام به دلیل ثبت بارش‌های قابل توجه یا دماهای بالا در فصول مختلف سال مورد توجه قرار می‌گیرد.

## پیشینه
به گفته باستان‌شناسان، مجموعه آثار باستانی «کل سه پا درویشان» واقع در جنوب شهر لومار، نشان‌دهنده سابقه شهرنشینی در دوره تاریخی در این منطقه است. این محوطه باستانی که از مهم‌ترین مکان‌های باستانی سیروان به شمار می‌رود، دارای آثار گسترده‌ای از جمله:
چهارطاقی و ابنیه‌ای با معماری دوره ساسانی.
شواهد فرهنگی متراکم مانند سفالینه‌های متنوع و ابزارهای سنگی.
آثار یک قلعه و مکانی حکومتی در ادوار تاریخی.
نزدیکی به ارتفاعات، دشت حاصلخیز و منابع آب از عوامل اصلی سکونت و استقرار جمعیت در این شهر باستانی بوده است.